# 贾斯普尔
贾斯普尔（Jaspur），是印度北阿坎德邦Udham Singh Nagar县的一个城镇。总人口39048（2001年）。

## 人口
该地2001年总人口39048人，其中男性20589人，女性18459人；0—6岁人口6660人，其中男3469人，女3191人；识字率59.83%，其中男性为66.87%，女性为51.99%。